# Augusto Petró
Dom Augusto Petró (Santo Antônio da Patrulha, 3 de maio de 1918 — Ivoti, 28 de outubro de 2008) foi um bispo católico das dioceses de Vacaria e Uruguaiana.

## Biografia
Fez seus estudos no Seminário Central de São Leopoldo. Foi ordenado sacerdote no dia 30 de novembro de 1944, sendo nomeado Bispo catorze anos depois. Pertencia ao clero da Arquidiocese de Porto Alegre, e naquela arquidiocese foi cooperador Paróquia da Sagrada Família; Pároco da Paróquia Nossa Senhora Medianeira, período que presenciou a organização do Bairro Azenha; Pároco da Paróquia Sagrada Família, todas em Porto Alegre.
Foi Diretor do Lar de Menores, em Viamão; Pró-Vigário Geral e Vice-Ecônomo da Arquidiocese de Porto Alegre e Assistente dos Aspirantes e Benjaminas da Ação Católica, em Porto Alegre. Fez curso de pós-graduação em Direito Canônico pela Pontifícia Universidade Católica do Rio Grande do Sul.
No dia 16 de maio de 1958 foi nomeado pelo Papa Pio XII para bispo da Diocese de Vacaria. Sua ordenação episcopal foi realizada no dia 27 de julho de 1958, em Porto Alegre na sua paróquia Sagrada Família; tendo por lema de vida episcopal: FAC ET VIVES. Assumiu então a Diocese de Vacaria, onde atuou até 12 de março de 1964, quando foi transferido para a Diocese de Uruguaiana, sendo nomeado pelo Papa Paulo VI.
Dom Augusto ajudou a implantar o Concílio Vaticano II, do qual participou, e sua proposta renovadora na Diocese de Uruguaiana.
Renunciou por limite de idade, e teve esta aceita pelo Papa João Paulo II, no dia 5 de julho de 1995.
Depois de do término de suas responsabilidades como Bispo de Uruguaiana, passou a residir em Porto Alegre auxiliando nas paróquias do Bairro Sarandi e ministrando o Sacramento da Confirmação em várias paróquias da Arquidiocese de Porto Alegre. Permaneceu ativamente em seu trabalho pastoral até a saúde lhe permitir. Tendo o Mal de Alzheimer avançado, Dom Augusto se retirou aos cuidados médicos na cidade de Ivoti, onde veio a falecer.